# Jerzy Niemirowicz (zm. 1533)
Jerzy Niemirowicz h. Jastrzębiec (zm. w 1533) – wojewoda krzyczewski, marszałek dworski, namiestnik wasiliszski, starosta dowgawski i luboszański.
Syn Jerzego (zm. ok. 1480), starosty drohickiego, wnuk Andruszki Niemirowicza, prawnuk Jana Niemiry z Wsielubia. 
Piastował urząd wojewody krzyczewskiego co najmniej od 1511. Po zdobyciu Smoleńska przez Moskwę w lipcu 1514, został usunięty z Krzyczewa przez zwolenników Wasyla III, tym samym popadając w niełaskę króla Zygmunta I Starego. Odbicie Krzyczewa i przeprowadzone śledztwo w 1516  pozwoliło mu odzyskać honor. Tytułem wynagrodzenia krzywd został namiestnikiem wasiliszskim (1516-1517), w 1518 starostą dowgawskim i dożywotnio w 1520 starostą luboszańskim.
W 1521 miał zastępować wojewodę kijowskiego Andrzeja Niemirowicza (swego brata stryjecznego), który zamierzał udzielić pomocy Tatarom w wyprawie na Moskwę. 
W 1523 po śmierci Mikołaja Kieżgajło, został mianowany marszałkiem dworskim. 
Ze względu na brak potomstwa, adoptował córki swojego brata stryjecznego Wacława Niemirowicza i jego żony Owdotii z ks. Świrskich: Annę (żonę Łukasza Osifowicza), Dorotę (żonę Wojciecha Nasiłowskiego) i Helenę (żonę Jana Korejwy). Swoją spadkobierczynią uczynił też swoją chrześnicę Annę Hlebowiczównę, córkę Mikołaja i Anastazji Niemirowiczówny, wnuczkę wojewody połockiego Stanisława.
Zmarł pod koniec 1533.